# Chiesa di San Rocco (Arco)
La chiesa di San Rocco è una chiesa cattolica situata a Caneve, frazione del comune di Arco, in provincia di Trento; è sussidiaria della collegiata dell'Assunta di Arco, e fa parte dell'arcidiocesi di Trento. La chiesa conserva al suo interno un notevole ciclo di affreschi, ed è considerata uno dei più pregiati esempi di arte sacra del territorio arcense.

## Storia
La chiesa venne costruita verso la fine del Quattrocento, in onore del matrimonio tra Odorico d'Arco e Susanna di Collalto (genitori di Nicolò d'Arco), celebrato nel 1480. Per via della sua assenza negli atti delle visite pastorali del secolo seguente (la prima attestazione documentale è del 1608), è stato ipotizzato che fosse inizialmente una cappella privata; dal 1687 fino al 1870 essa fu circondata da un camposanto.
Dal punto di vista edilizio la chiesa non ha subito molte modifiche, tranne per l'aggiunta della sagrestia e della nicchia per l'altare maggiore (dopo il 1519), e l'apertura di alcune finestre; sono documentate altresì molte opere di restauro e riparazione, tra cui una piuttosto importante a seguito del crollo del tetto, colpito da una granata nel 1915. L'altare maggiore ospitava in origine un gruppo ligneo raffigurante la Madonna con i santi Rocco e Sebastiano; queste statue vennero trafugate nel 1987, e quindi sostituite con una Madonna con Bambino in marmo.

## Descrizione

### Esterno
La chiesa è orientata a nord, ed è realizzata in pietrame, coperto da intonaco tinteggiato. La pianta consiste di un'aula rettangolare in cui s'innesta il presbiterio, anch'esso rettangolare. La facciata a capanna è aperta da un portale architravato e da tre finestre quadrangolari, due ai lati del portale e una in alto al centro. Un ingresso secondario è presente nella fiancata ad est.
Il campanile, a base quadrangolare, sorge contro la parete orientale del presbiterio (in cui si trova l'entrata), ed è caratterizzato da una cella campanaria a quattro monofore, con copertura a quattro falde; sul lato meridionale si trova una meridiana.
Due affreschi adornano la facciata: una scena della crocifissione (in gran parte rovinata) si trova nella lunetta sopra al portale d'ingresso, mentre una nicchia centinata sulla destra riporta una Madonna con Bambino, i santi Giacomo il Maggiore e Sebastiano, Dio Padre e angeli.

### Interno

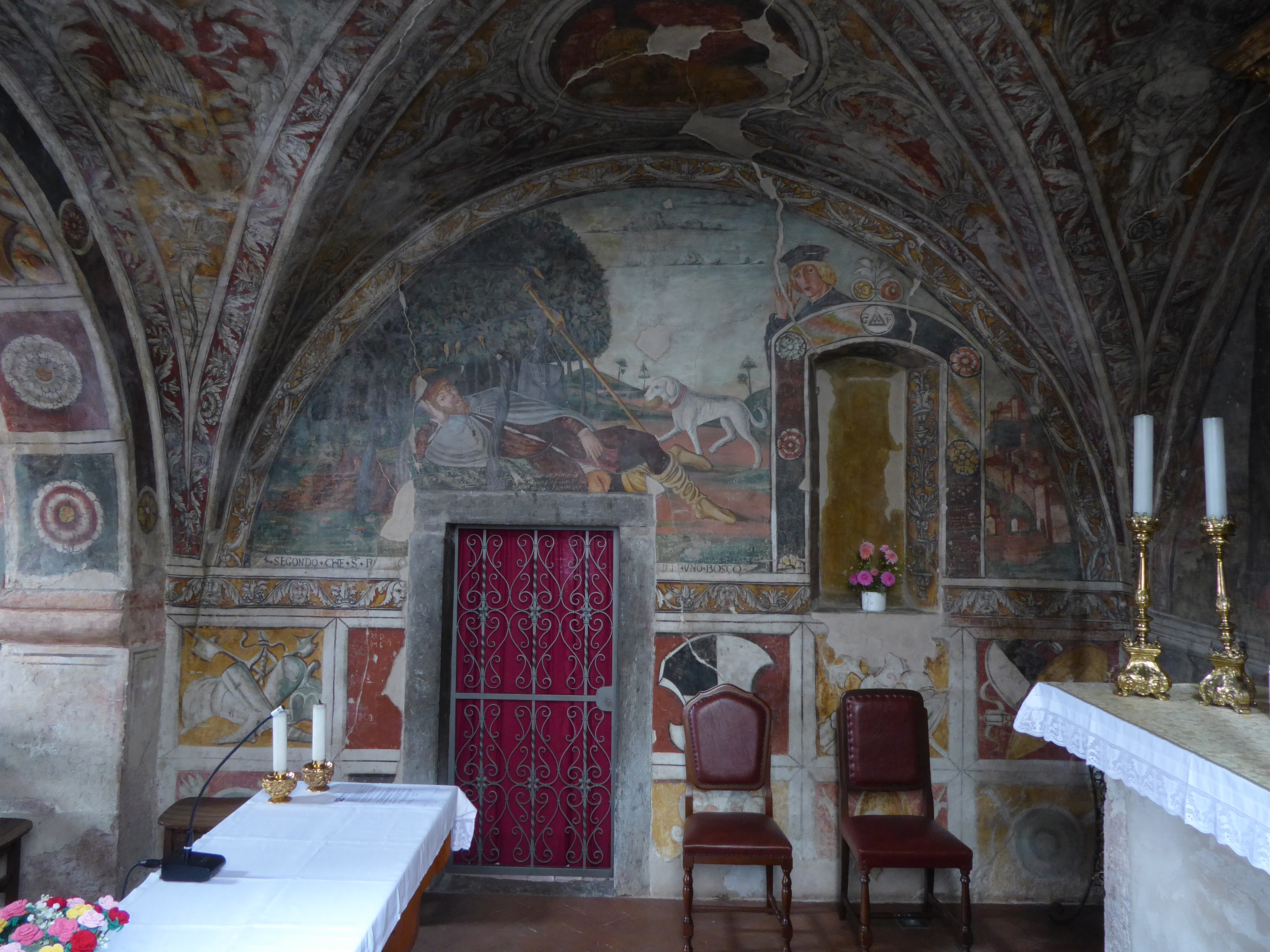
La parete destra del presbiterio

Gli ambienti interni sono molto semplici dal punto di vista architettonico. Il presbiterio è illuminato da una grande finestra sul lato destro (una più piccola è presente anche sul sinistro, ma è murata). Il pavimento è realizzato con quadrotte in pietra bianca e rossa disposte in diagonale nella navata, e con mattonelle in cotto messe a spina di pesce nel presbiterio. L'aula è larga 9 metri, lunga 6 e alta 7; il presbiterio è a pianta quadrata con lato di 5 metri, e alto 4 metri.
Di particolare pregio sono gli altari laterali, con pale e predelle dipinte, il cui autore è generalmente considerato Marcello Fogolino, che era in quegli anni attivo presso la fabbrica del Castello del Buonconsiglio; secondo alcuni studi l'autore della pala destra andrebbe invece identificato in Francesco Gualtieri. La pala dell'altare sinistro rappresenta la Madonna in maestà con i santi Bernardino e Agostino, mentre quella del destro raffigura san Vigilio (che ha il volto di Bernardo Clesio, mecenate del Fogolino) con i santi Girolamo e Antonio abate. 

#### Affreschi

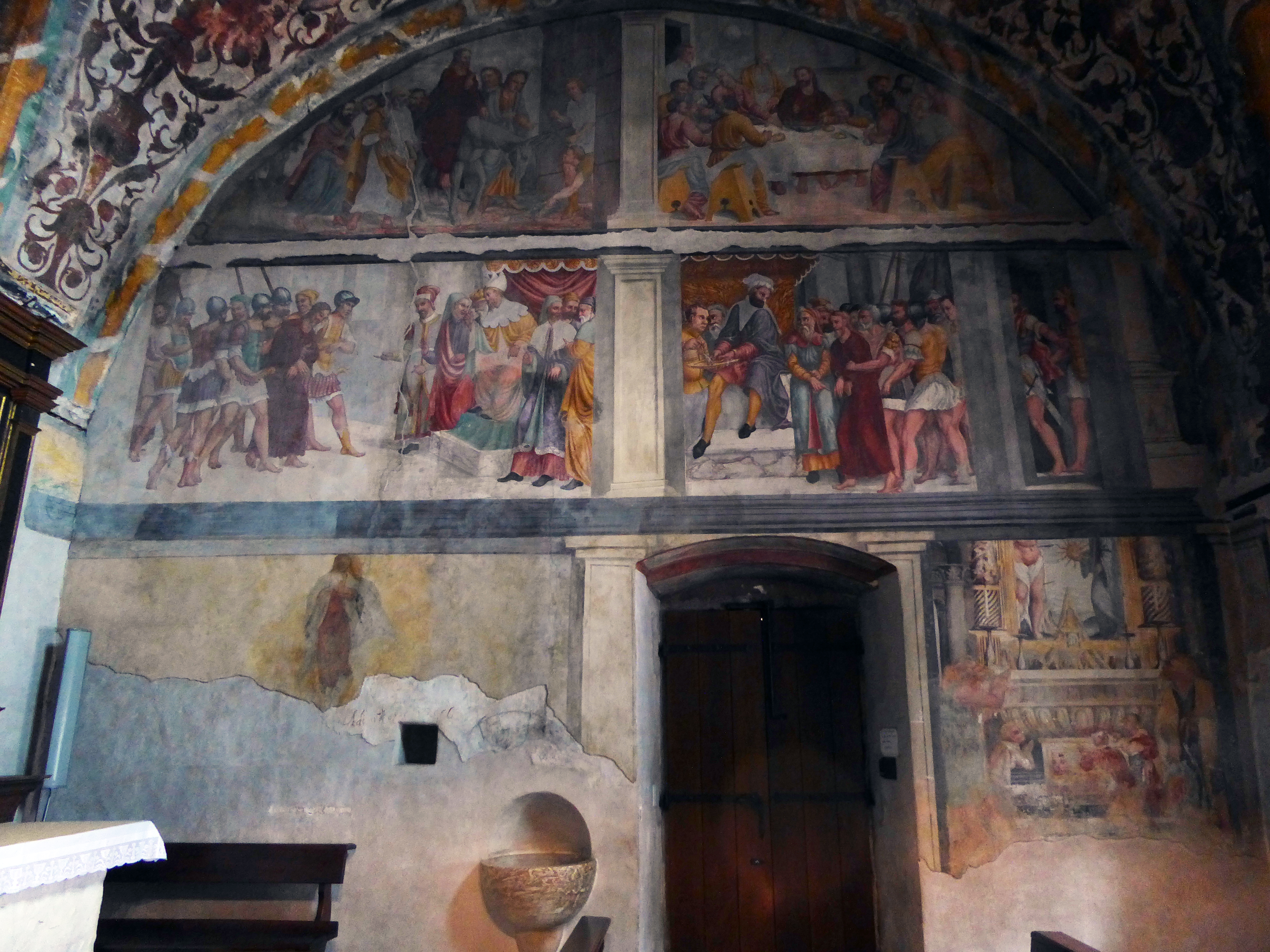
Parete destra dell'aula

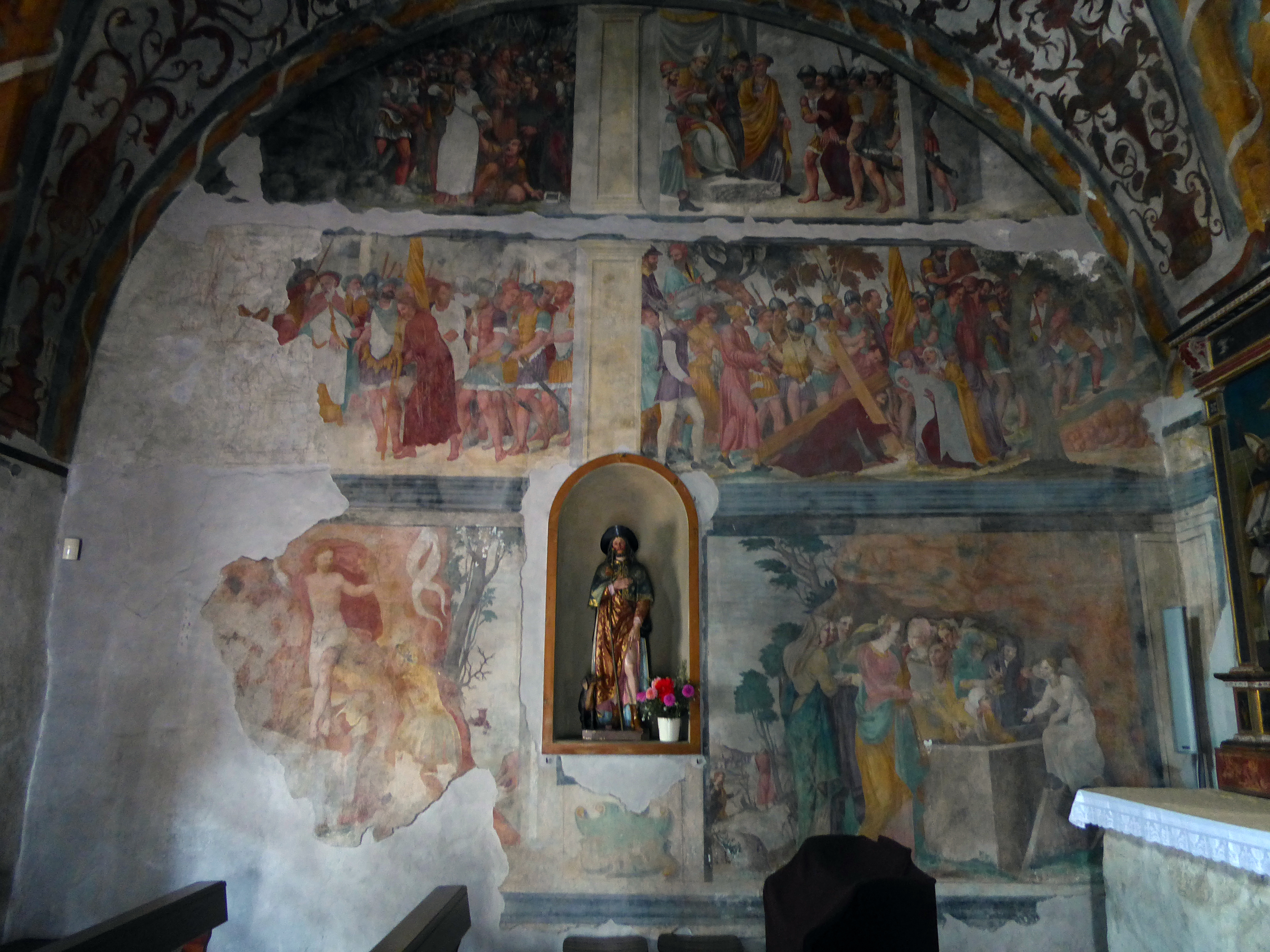
Parete sinistra dell'aula

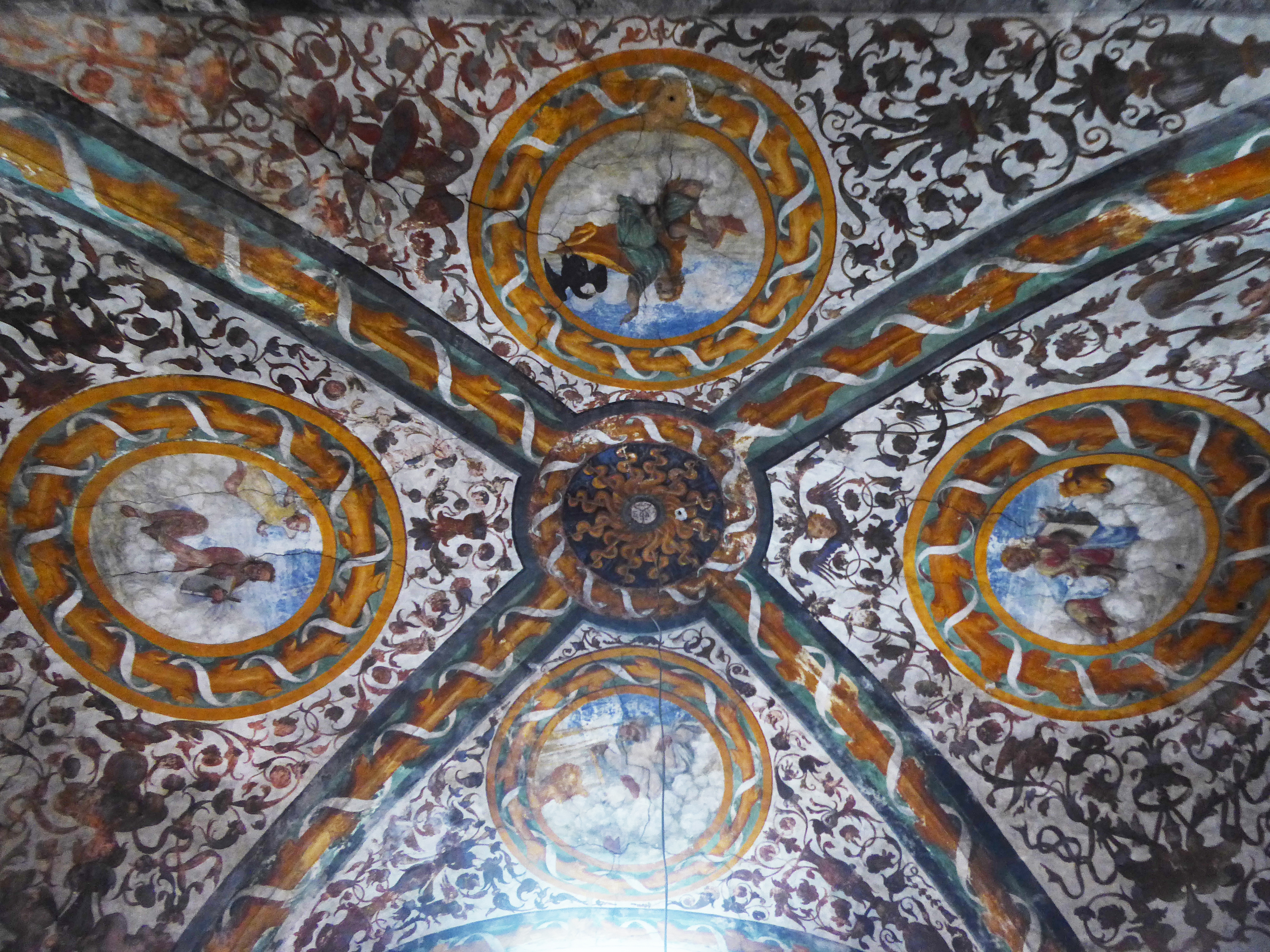
La volta dell'aula con i quattro evangelisti

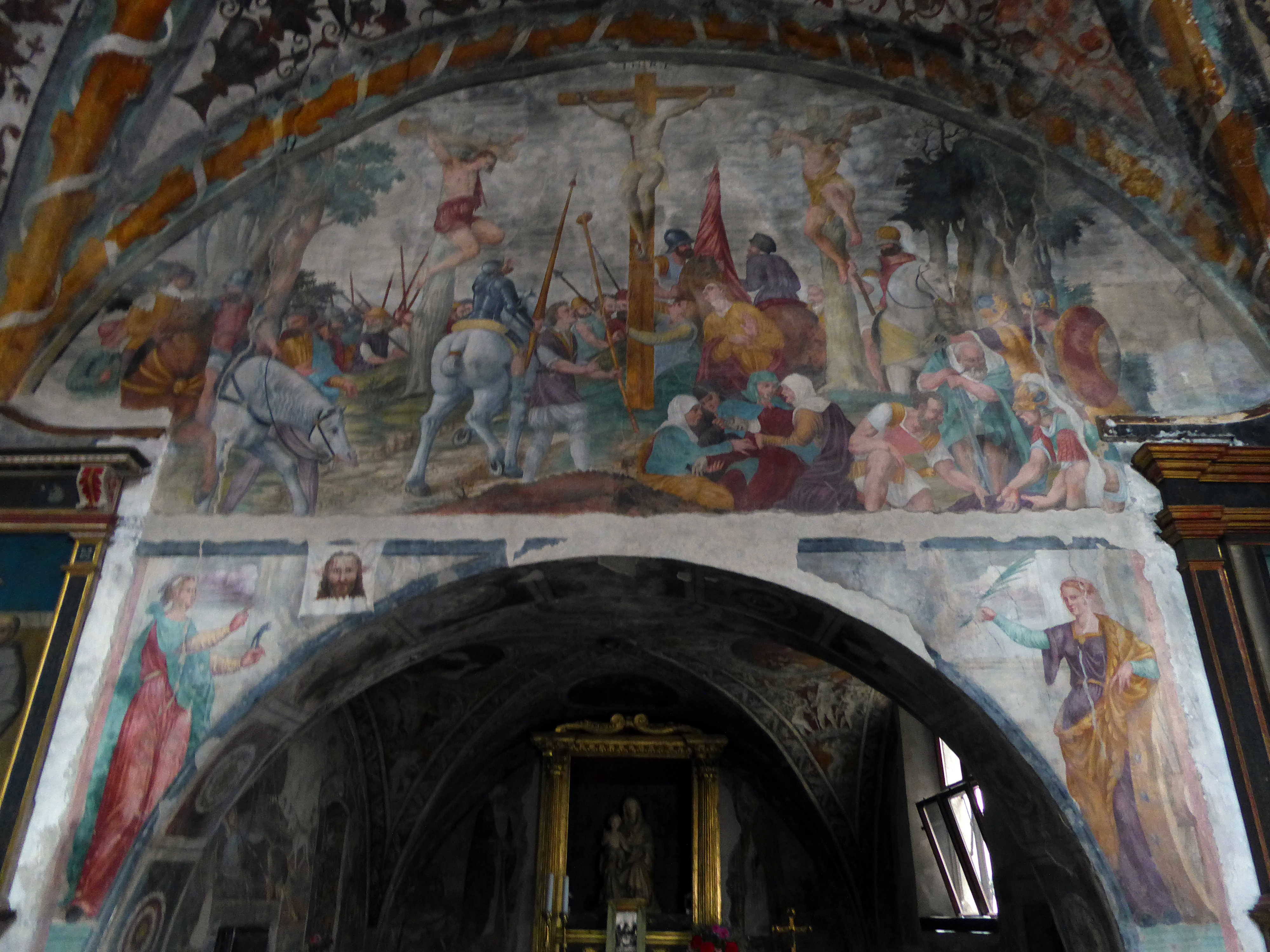
Gli affreschi dell'arco santo

Le pareti interne sono completamente affrescate; gli affreschi più antichi sono quelli del presbiterio, coevi alla costruzione della chiesa, eseguiti probabilmente dal pittore rivano Gaspare Rotaldo; quelli dell'aula, aggiunti nella prima metà del Cinquecento, sono dell'arcense Dioniso Bonmartini e della sua bottega. 
Nel presbiterio è di particolare interesse la parete destra, dove campeggia un grande ritratto di san Rocco con il cane, e vicino ad essi un nobiluomo che saluta con la mano, probabilmente Odorico d'Arco (sulla parete destra era plausibilmente presente uno speculare ritratto di Susanna di Collalto, andato perduto con l'ingrandimento della finestra); nell'immagine sono disegnati anche il castello di Arco e il castello di Collalto; inoltre sono presenti diverse iscrizioni, tra cui una che dà notizia di un'eccezionale nevicata sui monti di Arco nel 1506.
Sulla parete di fondo vi sono i santi Antonio abate, con un maialino di razza cinta senese, e Fabiano (oppure Agostino), che dovevano essere affiancati dai santi Sebastiano e Rocco, ora solo in parte visibili a causa dell'apertura di una nicchia per l'altare maggiore. Le figure sono inserite in un paesaggio locale, che raffigura anche la Sarca risalita da una piccola imbarcazione.
La volta del presbiterio riporta i simboli dei quattro evangelisti, racchiusi in altrettanti tondi circondati da putti impegnati in varie attività. Gli stemmi dei Collalto e dei d'Arco sono ripetuti varie volte nel presbiterio; quest'ultimo è nella sua versione più antica, con un solo arco scuro in campo giallo, e non quella con tre archi che la famiglia di Odorico avrebbe poi usato per distinguersi dal ramo del fratello Andrea.
Nell'aula è dipinto un ciclo di affreschi che narra la passione di Gesù, le cui scene vanno lette in sequenza da una parete all'altra: partendo dall'angolo in alto a sinistra della parete destra, l'ingresso a Gerusalemme (visibile anche Pietro con le chiavi in mano) e l'Ultima Cena (nello specifico, la parte in cui Gesù dice "uno di voi mi tradirà"); la lavanda dei piedi e Cristo nel Getsemani nella parte alta della controfacciata (scene rovinate a causa dell'apertura di una finestra); l'arresto di Gesù, con quest'ultimo che rimprovera Pietro per aver tagliato l'orecchio di Malco, e Gesù scortato da Anna, in alto sulla parete sinistra; riprendendo da destra, nella fascia centrale, Gesù scortato da Caifa, e quindi da Pilato, il quale si sta lavando le mani; Gesù incoronato di spine e flagellato in mezzo alla controfacciata; Cristo davanti a Erode e la salita al Calvario in mezzo alla parete sinistra; la scena si sposta a questo punto sopra l'arco santo, dove troneggia un'imponente crocifissione, che include anche Maria Maddalena e l'apostolo Giovanni ai piedi della croce, e la vergine Maria svenuta e sorretta da altre donne.
Oltre al ciclo della passione, sono presenti diversi altri affreschi: le pie donne presso la tomba vuota (con, in un angolo, anche l'incontro tra la Maddalena e Gesù risorto) e la resurrezione di Gesù in basso sulla parete sinistra; in basso sulla parete destra, l'assunzione di Maria e una peculiare scena raffigurante una mensa d'altare, con candelabri e ostensorio con la particola, una riproduzione parziale della pala dell'altare sinistro (con i santi Sebastiano e Bernardino visibili solo fino al mezzo busto), e i santi Rocco e Girolamo inginocchiati davanti. 
Sul soffitto, analogamente a quello del presbiterio, vi sono i quattro evangelisti, stavolta a figura piena e accompagnati dai loro simboli, circondati da motivi floreali, con uccelli e vasi. Infine, le sante Caterina d'Alessandria e Apollonia ed una raffigurazione del velo della Veronica sono ai lati dell'arco santo, e i santi Pietro e Paolo ai lati della porta d'ingresso.